# Ubezpieczenie na życie z ubezpieczeniowym funduszem kapitałowym
Ubezpieczenie na życie z ubezpieczeniowym funduszem kapitałowym – ubezpieczenie osobowe, które łączy w sobie element ochronny z inwestycyjnym. Oznacza to, że składka wpłacana przez konsumenta na poczet ubezpieczenia przeznaczana jest na dwa cele. Pierwsza jej część służy ochronie ubezpieczeniowej i wypłacie świadczenia pieniężnego zagwarantowanego w przypadku wystąpienia określonych w umowie zdarzeń, np. śmierci ubezpieczającego lub dożycia przez niego określonego wieku. Druga część składki inwestowana jest w ubezpieczeniowe fundusze kapitałowe.
Cechą charakterystyczną tak skonstruowanego produktu jest zatem ryzyko inwestycyjne, które ponosi klient, decydując się na zainwestowanie części gromadzonych środków w jednostki ubezpieczeniowego funduszu kapitałowego. Jednocześnie uzyskuje on możliwość zapewnienia ochrony ubezpieczeniowej, której zakres zależy od rodzaju umowy.
Jeśli w trakcie obowiązywania umowy zaistnieją przewidziane w niej zdarzenia, ubezpieczający lub wskazana przez niego osoba (tzw. uposażony) otrzymuje świadczenie w wysokości określonej w umowie, równej np. sumie ubezpieczenia albo bieżącej wartości jednostek ubezpieczeniowego funduszu kapitałowego. Natomiast rezygnacja ubezpieczonego z umowy wiąże się z całkowitym wykupem polisy i poniesieniem kosztów w postaci np. opłaty likwidacyjnej. Istnieje również możliwość wypłaty wartości polisy w trakcie obowiązywania umowy. Jest to tzw. wykup częściowy, który nie oznacza rezygnacji z umowy i wiąże się w związku z tym z niższymi kosztami.
Umowa ma z reguły charakter długoterminowy, zawierana jest np. na 10 lub 30 lat, chociaż funkcjonują też produkty 2-4 letnie. W jej ramach konsument zobowiązuje się wpłacić jednorazowo składkę lub dokonywać regularnych wpłat w określonych w umowie okresach, np. miesięcznych, kwartalnych lub rocznych.